# Stefan Beinlich
Stefan Beinlich (13 de enero de 1972) es un exfutbolista alemán, se desempeñaba como centrocampista, cabe destacar que fue uno de los primeros jugadores alemanes en la Premier League. Su último club fue el Hansa Rostock alemán.

## Clubes
| Club               | País              | Año       |
| ------------------ | ----------------- | --------- |
| SG Bergmann-Borsig | Alemania del Este | 1990-1991 |
| Aston Villa        | Inglaterra        | 1991-1994 |
| Hansa Rostock      | Alemania          | 1994-1997 |
| Bayer Leverkusen   | Alemania          | 1997-2000 |
| Hertha BSC         | Alemania          | 2000-2003 |
| Hamburgo SV        | Alemania          | 2003-2006 |
| Hansa Rostock      | Alemania          | 2006-2008 |